# Meierhof (Münchberg)
Meierhof ist ein Gemeindeteil der Stadt Münchberg im Landkreis Hof (Oberfranken, Bayern). Meierhof liegt in der Gemarkung Meierhof bei Münchberg. Zwischen Meierhof und der Einöde Gollereinzel liegt die Wüstung Merbotengrün.

## Geografie
Das Dorf Meierhof besteht aus einer Hauptsiedlung und einer Nebensiedlung südlich davon. Sie liegen in einer Mulde zwischen zwei Erhebungen, im Osten der Spitzberg (655 m ü. NHN) und im Westen ohne Namen (627 m ü. NHN). Eine Gemeindeverbindungsstraße führt nach Schwarzholzwinkel (1 km nordöstlich) bzw. die Staatsstraße 2194 kreuzend an der Unteren Einzel vorbei nach Unfriedsdorf (2,3 km südlich). Eine weitere Gemeindeverbindungsstraße führt nach Zimmermühle (1,1 km nordwestlich). Eine Anliegerstraße führt an Bug vorbei nach Wüstensaal (0,9 km nördlich). Am Ortseingang in Richtung St 2194 steht ein Wildapfelbaum; er ist Naturdenkmal und gilt als einer der ältesten Wildapfelbäume Deutschlands.

## Geschichte
Meierhof gehörte zu den sogenannten „Sieben freien Dörfern“. 1369 verkauften die Herren von Schlegel u. a. diesen Ort an den Nürnberger Burggraf Friedrich V.
Zur Realgemeinde Meierhof gehörten Rabenreuth und Zimmermühle. Gegen Ende des 18. Jahrhunderts bestand Meierhof aus 27 Anwesen (10 Halbhöfe, 5 Viertelhöfe, 1 Dreiachtelhof, 3 Gütlein, 2 Häuser, 1 Mühle, 5 Tropfhäuser). Die Hochgerichtsbarkeit sowie die Dorf- und Gemeindeherrschaft stand dem bayreuthischen Stadtrichteramt Münchberg zu. Das Kastenamt Münchberg war Grundherr sämtlicher Anwesen.
Von 1797 bis 1810 unterstand Meierhof dem Justiz- und Kammeramt Münchberg. Nachdem im Jahr 1810 das Königreich Bayern das Fürstentum Bayreuth käuflich erworben hatte, wurde der Ort bayerisch. Infolge des Ersten Gemeindeedikts wurde 1812 der Steuerdistrikt Meierhof gebildet. Zu diesem gehörten Bug, Einzel am Wald, Gottersdorf, Hintere Horlachen, Laubersreuth, Maulschelle, Rabenreuth, Schlegel, Schwarzholzwinkel, Unfriedsdorf, Untere Einzel, Vordere Horlachen, Wüstensaal und Zimmermühle. Zugleich entstand die Ruralgemeinde Meierhof, die deckungsgleich mit dem Steuerdistrikt war. Sie war in Verwaltung und Gerichtsbarkeit dem Landgericht Münchberg zugeordnet und in der Finanzverwaltung dem Rentamt Münchberg (1919 in Finanzamt Münchberg umbenannt). Ab 1862 gehörte Meierhof zum Bezirksamt Münchberg (1939 in Landkreis Münchberg umbenannt). Die Gerichtsbarkeit blieb beim Landgericht Münchberg (1879 in Amtsgericht Münchberg umgewandelt). 1944 kam Maulschelle an die Stadt Münchberg, am 1. April 1958 wurden Hintere Horlachen, Schlegel und Vordere Horlachen an Münchberg abgetreten. Dadurch verkleinerte sich die Gebietsfläche von 18,243 km². auf 13,909 km². Am 1. Juli 1972 kam die Gemeinde zum Landkreis Hof. Im Zuge der Gebietsreform in Bayern wurde die Gemeinde Meierhof am 30. April 1978 aufgelöst: Zimmermühle wurde nach Helmbrechts eingemeindet, alle übrigen Gemeindeteile nach Münchberg.

### Einwohnerentwicklung
Gemeinde Meierhof
| Jahr      | 1812  | 1840   | 1852   | 1855   | 1861   | 1867   | 1871   | 1875   | 1880   | 1885   | 1890   | 1895   | 1900   | 1905   | 1910   | 1919   | 1925  | 1933   | 1939   | 1946   | 1950   | 1952   | 1961   | 1970   |
| Einwohner | 480   | 927    | 1049   | 1033   | 1091   | 1114   | 1124   | 1089   | 1113   | 1083   | 1096   | 1068   | 1074   | 1057   | 1089   | 1040   | 1055  | 1011   | 1042   | 1474   | 1448   | 1358   | 658    | 681    |
| Häuser    | 115   |        |        |        |        |        | 149    |        |        | 148    | 154    |        | 160    |        |        |        | 163   |        |        |        | 184    |        | 128    |        |
| Quelle    | [ 7 ] | [ 14 ] | [ 14 ] | [ 14 ] | [ 15 ] | [ 16 ] | [ 17 ] | [ 18 ] | [ 19 ] | [ 20 ] | [ 21 ] | [ 14 ] | [ 22 ] | [ 14 ] | [ 23 ] | [ 14 ] | [ 9 ] | [ 14 ] | [ 14 ] | [ 14 ] | [ 24 ] | [ 14 ] | [ 10 ] | [ 25 ] |

Ort Meierhof
| Jahr      | 001799 | 001812 | 001819 | 001861 | 001871 | 001885 | 001900 | 001925 | 001950 | 001961 | 001970 | 001987 |
| Einwohner | 148    | *130   | †172   | 155    | 203    | 189    | 202    | 179    | 207    | 172    | 163    | +145   |
| Häuser    | 26     | *34    |        |        |        | 27     | 34     | 32     | 27     | 34     |        | +44    |
| Quelle    | [ 26 ] | [ 7 ]  | [ 27 ] | [ 15 ] | [ 17 ] | [ 20 ] | [ 22 ] | [ 9 ]  | [ 24 ] | [ 10 ] | [ 25 ] | [ 1 ]  |

## Religion
Meierhof ist bis heute nach St. Peter und Paul (Münchberg) gepfarrt und seit der Reformation evangelisch-lutherisch geprägt.